# إدوين بي سميث
إدوين بي سميث هو عسكري فيتنامي، ولد في 8 أغسطس 1945 في بنسيلفانيا في الولايات المتحدة.